# Dekeidoryxis khooi
Dekeidoryxis khooi là một loài bướm đêm thuộc họ Gracillariidae. Loài này có ở Malaysia (Perak).
Sải cánh dài 5.2-6.7 mm.
Ấu trùng ăn Maesa ramentacea. Chúng có thể ăn lá nơi chúng làm tổ.

## Etymology
This species is dedicated to Dr. Khoo Soo Ghee of the Zoological Department of the University of Malaya.